# 內維紅點鮭
內維紅點鮭，為輻鰭魚綱鮭形目鮭科的其中一種，為溫帶淡水魚，分布於俄羅斯Okhota河高山湖泊流域，體長可達55公分，棲息在底中層水域，生活習性不明。

## 擴展閱讀
維基物種上的相關：內維紅點鮭